# Gheorghe Gârniță
Gheorghe Gârniță (n. 11 noiembrie 1950, Măgura, România) este un fost biatlonist român.

## Carieră
Acesta s-a apucat inițial de schi fond, iar la vârsta de 18 ani a fost legitimat la clubul Dinamo Brașov unde a trecut la biatlon. La Campionatul Mondial din 1974 de la Minsk, acesta a devenit vicecampion mondial în proba de 20 km. În plus, el  a obținut locul 4 la 10 km și locul 7 cu ștafeta României. Gheorghe Gârniță este singurul medaliat mondial din istoria biatlonului românesc.
La Campionatul Mondial din 1975 de la Antholz,  el a ocupat locul 12 cu ștafeta României. Anul următor, a participat la Jocurile Olimpice unde a fost portdrapelul României la ceremonie de deschidere. La Innsbruck s-a clasat pe locul 31 la 20 km și pe locul 10 în proba de ștafetă 7,5 km. În 1977 a obținut locul 15 la 20 km la Campionatul Mondial de la Vingrom și în anul următor, la Campionatul Mondial de la Hochfilzen, s-a clasat pe locul 14 cu ștafeta României.
După retragerea sa, Gheorghe Gârniță a devenit antrenor.

## Realizări
| An   | Competiție          | Locație                   | Loc | Note     |
| ---- | ------------------- | ------------------------- | --- | -------- |
| 1974 | Campionatul Mondial | Minsk, Uniunea Sovietică  | 4   | 10 km    |
| 1974 | Campionatul Mondial | Minsk, Uniunea Sovietică  | 2   | 20 km    |
| 1974 | Campionatul Mondial | Minsk, Uniunea Sovietică  | 7   | 4x7,5 km |
| 1975 | Campionatul Mondial | Antholz, Italia           | 25  | 10 km    |
| 1975 | Campionatul Mondial | Antholz, Italia           | 20  | 20 km    |
| 1975 | Campionatul Mondial | Antholz, Italia           | 12  | 4x7,5 km |
| 1976 | Jocurile Olimpice   | Innsbruck, Austria        | 32  | 20 km    |
| 1976 | Jocurile Olimpice   | Innsbruck, Austria        | 10  | 4x7,5 km |
| 1977 | Campionatul Mondial | Vingrom, Norvegia         | 22  | 10 km    |
| 1977 | Campionatul Mondial | Vingrom, Norvegia         | 15  | 20 km    |
| 1978 | Campionatul Mondial | Hochfilzen, Austria       | 28  | 10 km    |
| 1978 | Campionatul Mondial | Hochfilzen, Austria       | 45  | 20 km    |
| 1978 | Campionatul Mondial | Hochfilzen, Austria       | 14  | 4x7,5 km |
| 1979 | Campionatul Mondial | Ruhpolding, R.F. Germania | 19  | 10 km    |
| 1979 | Campionatul Mondial | Ruhpolding, R.F. Germania | 29  | 20 km    |